# Maciej Bukowiecki
Maciej Bukowiecki (ur. 7 lutego 1832 w Bugaju koło Miłosławia, zm. 21 grudnia 1896 w Wągrowcu) – polski duchowny katolicki, wieloletni proboszcz parafii farnej w Wągrowcu, dziekan dekanatu Łekno.
Był synem młynarza Walentego i Franciszki z Głogowskich. Wykształcenie zdobywał najpierw w szkole parafialnej w Miłosławiu, potem w gimnazjum w Trzemesznie (matura w 1852), wreszcie w seminarium arcybiskupim w Poznaniu i Gnieźnie. Święcenia kapłańskie otrzymał 8 czerwca 1856 i kilkanaście dni później rozpoczął posługę wikariuszowską w Bydgoszczy, gdzie był jednocześnie katechetą gimnazjalnym. 17 sierpnia 1860 został administratorem parafii farnej (św. Jakuba Apostoła) w Wągrowcu; był tamtejszym duszpasterzem do końca życia, od 1866 jako pełnoprawny proboszcz. Był także od 1880 dziekanem łekieńskim. Wykonywał obowiązki sędziego prosynodalnego, od 1895 nosił tytuł radcy duchownego ad honores.
Był aktywnym działaczem społecznym, cieszył się opinią gorliwego duszpasterza. Zainicjował działalność Bractwa Wstrzemięźliwości i Towarzystwa św. Wincentego a Paulo. Wspólnie z ziemianinem Kajetanem Buchowskim z Pomorzanek wspierał polski ruch narodowo-społeczny w Wągrowcu i okolicy. Działał w wągrowieckim komitecie powiatowym Towarzystwa Pomocy Naukowej im. Marcinkowskiego (przez jakiś czas mu przewodniczył), a wśród miejscowej ludności upowszechniał książki polskie, w tym fachowe podręczniki. Był członkiem rady nadzorczej Banku Ludowego w Wągrowcu. Od grudnia 1872 był prezesem Kuratorium "Domu Sierot", po śmierci założyciela domu - Jerzego Niwarda Musolffa, wcześniej, od 1861 inspektorem publicznej szkoły elementarnej w Wągrowcu.
W 1861 dwukrotnie stawał przed sądem pruskim za zakłócanie porządku publicznego i wzywanie do oporu wobec władz; w lipcu i październiku tego roku skazywano go na dwa miesiące więzienia. Był także czasowo pozbawiony funkcji inspektora szkolnego.
14 czerwca 1875 wygłosił mowę na pogrzebie Karola Libelta w Czeszewie. W 1881 przebywał z pielgrzymką słowiańską w Rzymie oraz organizował 500-lecie parafii farnej w Wągrowcu. W 1894 był członkiem komitetu ogólnego II Wiecu Katolickiego w Poznaniu.
Zmarł 21 grudnia 1896 w Wągrowcu i został pochowany na miejscowym cmentarzu starofarnym.